# Яан Рінк
Яан Рінк (ест. Jaan Rink, 30 квітня 1886, с. Ууе-Карісте, повіт Пярнумаа, Естонія — 30 липня 1927, м. Таллінн, Естонія) —  офіцер Естонської армії під час війни за незалежність.

## Життєпис

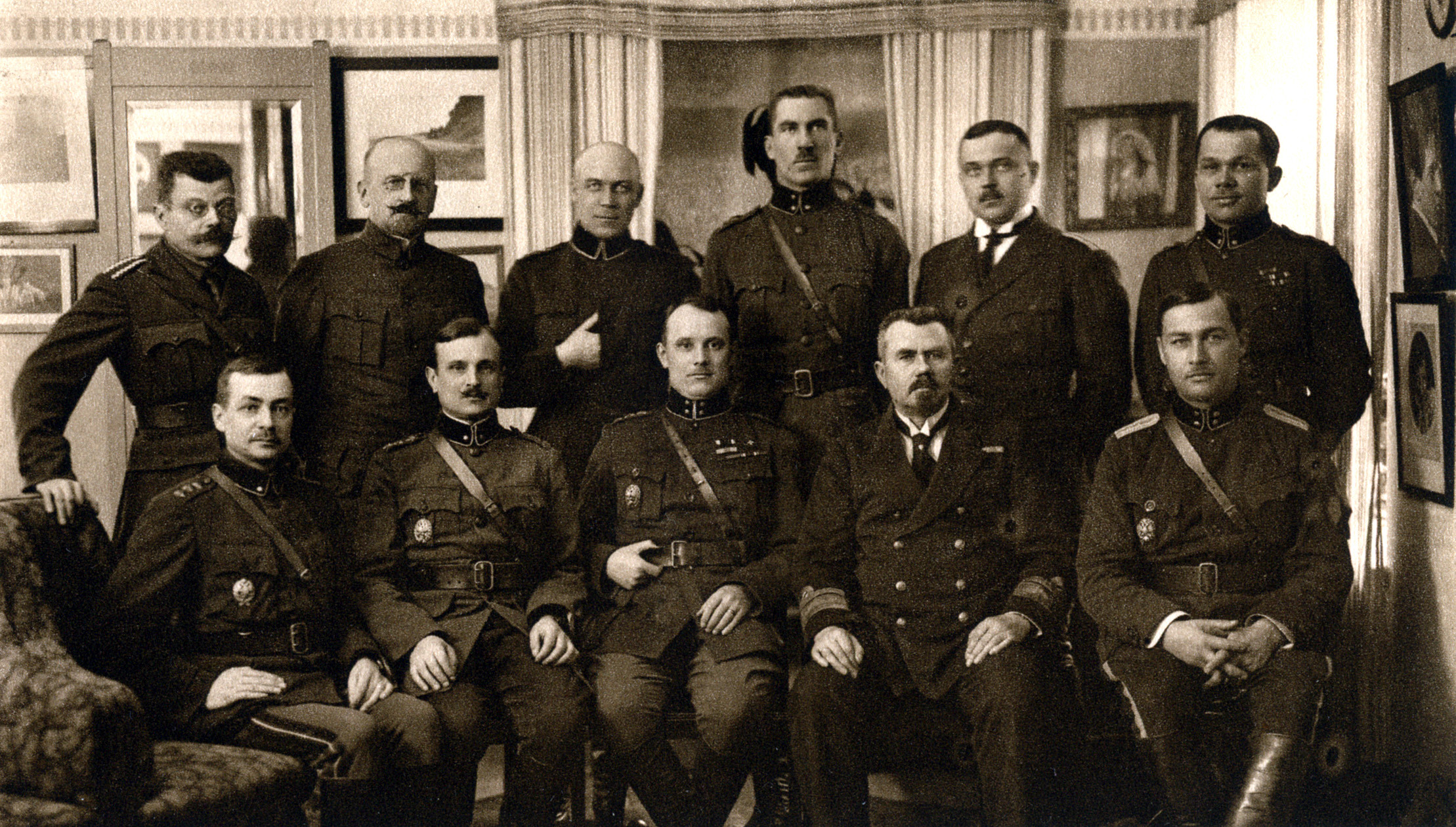
Головне командування естонської армії в 1920 році, зліва вгорі: генерал-майор Ернест Пиддер, доктор Артур Лоссманн, генерал-майор Олександр Тиніссон, полковник Карл Партс, полковник Віктор Пускар, полковник Яан Рінк. Зліва внизу: генерал-майор Андрес Ларка, генерал-майор Яан Соотс, головнокомандувач генерал-лейтенант Йохан Лайдонер, адмірал Йоган Пітка та полковник Рудольф Рейман

Загальну освіту отримав вдома. У вересні 1903 року розпочав службу в Російській імператорській армії. У квітні 1906 року закінчив Військову школу у Вільнюсі. З 1912 по 1914 рік навчався у Миколаївській військовій академії в Петербурзі.
У Першій світовій війні взяв участь з 1914 року. Остання посада в РІА - начальник штабу 14-го армійського корпусу. 
У Естонській армії з 1918 року. Начальник штабу 1-ї дивізії до 24 лютого 1919, згодом начальник управління генштабу, з 15 жовтня 1919 член Військової Ради. Тимчасово виконував обов'язки начальника штабу Верховного головнокомандувача з 3 грудня 1919 по 3 липня 1920. Влітку 1919 брав участь у переговорах Естонської делегації з Ландесвером, а на початку 1920 року у мирних переговорах в Тарту з Радянською Росією.
З 1 жовтня 1920 по 1 вересня 1923 в запасі. З лютого по грудень 1921 року — секретар-аташе посольства Естонії в Москві (фактично виконував обов'язки представника армії). На початку 1922 року був призначений військовим аташе в Радянській Росії, але через спротив радянської влади не був затверджений на цій посаді. Навесні 1923 року його було призначено військовим аташе у Французькій Республіці, але й там через відмову влади Франції його не затвердили.
У 1923 році отримав посаду начальника військової школи. 
Помер у 1927 році в Таллінні, де й похований.